# Менгамуньйос
Менгамуньйос (ісп. Mengamuñoz) — муніципалітет в Іспанії, у складі автономної спільноти Кастилія-і-Леон, у провінції Авіла. Населення — 66 осіб (2010).
Муніципалітет розташований на відстані близько 110 км на захід від Мадрида, 30 км на південний захід від Авіли.

## Демографія
Динаміка населення (INE ):